# Kylie Minogue (Album)
Kylie Minogue ist das fünfte, 1994 erschienene Studioalbum der australischen Popsängerin Kylie Minogue. Es ist nicht zu verwechseln mit ihrem späteren Album Impossible Princess aus dem Jahre 1998, das in Europa ebenfalls unter dem Namen Kylie Minogue vermarktet wurde.
Das Album ist die erste Platte, die Minogue nach dem Ende der Zusammenarbeit mit Stock Aitken Waterman bei ihrem neuen Plattenlabel Deconstruction veröffentlichte.

## Informationen zum Album
In Großbritannien konnte sich das Album in den Charts auf Platz 4 platzieren und insgesamt mehr als 110.000 Exemplare absetzen und weltweit verkaufte sich das Album mehr als 500.000 mal. Confide In Me war die erfolgreichste Singleauskopplung aus Kylie Minogue mit Platz 2 der britischen Charts und hielt sich vier Wochen auf Platz 1 in Australien. In Deutschland schaffte das Album allerdings nicht den Sprung in die Charts.
Minogue suchte sich selbst die Produzenten und Songschreiber aus, mit denen sie zusammenarbeiten wollte, um ihre Fangemeinde zu vergrößern und sich selbst stärker als Künstlerin zu etablieren. Die ersten Aufnahmen für das Album fanden 1993 statt und brachten zwei Songs mit St. Etienne und acht von Minogue geschriebenen Songs mit den Rapino Brothers. Diese Songs wurden jedoch von der Plattenfirma als ein Schritt in die falsche Richtung zurückgewiesen, so dass 16 weitere Songs – sechs mit Brothers in Rhythm, vier mit Jimmy Harry, drei mit Gerry DeVeaux, zwei mit Pete Heller und Terry Farley und einer mit M People – aufgenommen und zwei aus den Aufnahmen mit den Rapino Brothers von Brothers In Rhythm neu aufgenommen wurden. Auch die Pet Shop Boys übermittelten Minogue einen Demosong, den sie speziell für sie geschrieben hatten. Der Song Falling wurde jedoch komplett überarbeitet, da er sich eher am Stil von Minogues altem Plattenlabel PWL orientierte, den man für das Album nicht anstrebte. Die von den Pet Shop Boys eingesungene Demoversion wurde indes Jahre später auf der Special Edition des Albums Very veröffentlicht. Viele Musikkritiker lobten Minogue für den gewagten Schritt und die Richtung der Songs, beschrieben das Album jedoch als enttäuschend und unstimmig.
Auf dem schwarz-weißen Plattencover trägt Minogue einen dunklen Anzug und eine große Hornbrille, um sich von ihrem frühere Image als aufreizender Vamp zu distanzieren und auf ihre kreative Seite aufmerksam zu machen. Von vielen Kritikern wurde dies als merkwürdige Entscheidung angesehen, da die drei Videos zu den Singles zu den freizügigsten ihrer Karriere gehören.
Das Album wurde 2003 neu abgemischt und mit einer Bonus-CD mit teilweise bisher unveröffentlichtem Material neu herausgegeben.

### Singles
Im August 1994 wurde die Single Confide In Me veröffentlicht. Die Single enthält als B-Seite u. a. eine Coverversionen von Prefab Sprouts If You Don’t Love Me. Confide In Me wurde Minogues erfolgreichste Singleveröffentlichung in den neunziger Jahren.
Als Nachfolgesingle von Confide In Me war ursprünglich Where Is The Feeling? vorgesehen, diese wurde jedoch zugunsten von Put Yourself In My Place zurückgestellt. Im Video zu Put Yourself In My Place interpretiert Minogue den schwerelosen Striptease aus der Eingangsszene des Kultfilms Barbarella. Nach der Veröffentlichung im November 1994 und platzierte sich Put Yourself In My Place sowohl in Australien als auch in Großbritannien jeweils auf Platz 11 der Singlecharts.
Where Is The Feeling? wurde, verursacht durch Minogues Engagement bei den Filmarbeiten zu Biodome, erst im Juli 1995 als dritte Auskopplung aus dem Album veröffentlicht. Die Single konnte sich auf Platz 16 der britischen und Platz 31 der australischen Charts positionieren. Where Is The Feeling? gilt als eine der am geringsten kommerziell orientierte Single von Minogue, weil der Single-Mix mit seinen geflüsterten und gesprochenen Stimmaufnahmen nicht sehr radiofreundlich war.
Als weitere Singleauskopplung war If I Was Your Lover vorgesehen. Der mit Jimmy Harry aufgenommene Track wurde für die Albumveröffentlichung neu gemixt, um ihn in den USA zu veröffentlichen. Wäre er erfolgreich gewesen, wäre auch eine Auskopplung als Single in Großbritannien erfolgt. Da Minogues Plattenvertrag in den USA jedoch platzte, kam es zu keiner Veröffentlichung mehr.
Der Song Time Will Pass You By sollte im Oktober 1995 als vierte Single veröffentlicht werden, wurde aber durch die Veröffentlichung von Where the Wild Roses Grow, ein Duett mit Nick Cave zurückgestellt.

## Titelliste
Singles
1. Confide In Me (Anderson/Seaman/Barton)
2. Surrender (DeVeaux/Mole)
3. If I Was Your Lover (Jimmy Harry)
4. Where Is The Feeling? (Smarties/Hannah)
5. Put Yourself In My Place (Jimmy Harry)
6. Dangerous Game (Anderson/Seaman)
7. Automatic Love (Malozzi/Sabiu/Kylie Minogue/Inga Humpe)
8. Where Has The Love Gone? (Palmer/Stapleton)
9. Falling (Neil Tennant/Chris Lowe – Pet Shop Boys)
10. Time Will Pass You By (J. Whys/D. Fekaris/N. Zesses)

Bonustracks (japanische Version)
- Love Is Waiting (Album Version) (Mike Perey/Tim Lever/Tracy Ackerman)
- Nothing Can Stop Us (7" Version) (Bob Stanley/Jayn Hanna)

Bonustrack (kanadische Version)
- Confide In Me (French Version) (Anderson/Seaman/Barton)

### Titelliste der Bonus-CD
1. Dangerous Game (Dangerous Overture)
2. Confide In Me (Justin Warfield Mix)
3. Put Yourself In My Place (Dan’s Old School Mix)
4. Where Is The Feeling? (Acoustic)
5. Nothing Can Stop Us
6. Love Is Waiting (New Version)
7. Time Will Pass You By (Paul Masterson Mix)
8. Where Is The Feeling? (West End TKO Mix)
9. Falling (Alternative Mix)
10. Confide In Me (Big Brothers Mix)
11. Surrender (Talking Soul Mix)
12. Put Yourself In My Place (Acoustic)
13. If You Don’t Love Me (Acoustic)
14. Confide In Me (French)

### B-Seiten
- Nothing Can Stop Us (Bob Stanley/Jayn Hanna) (B-Seite zu Confide In Me)
- If You Don’t Love Me (Acoustic)(Paddy MacAloon) (B-Seite zu Confide In Me)

## Kommerzieller Erfolg

### Chartplatzierungen
Kylie Minogue platzierte sich in Deutschland erstmals 1998 in den Charts.
| ChartsChartplatzierungen     | Höchstplatzierung | Wochen |
| ---------------------------- | ----------------- | ------ |
| Australien (ARIA)            | 3 (11 Wo.)        | 11     |
| Deutschland (GfK)            | 78 (1 Wo.)        | 1      |
| Schweiz (IFPI)               | 33 (4 Wo.)        | 4      |
| Vereinigtes Königreich (OCC) | 4 (21 Wo.)        | 21     |

### Auszeichnungen für Musikverkäufe
| Land/Region                  | Auszeichnungen für Musikverkäufe (Land/Region, Auszeichnung, Verkäufe) | Verkäufe |
| ---------------------------- | ---------------------------------------------------------------------- | -------- |
| Australien (ARIA)            | Gold                                                                   | 35.000   |
| Vereinigtes Königreich (BPI) | Gold                                                                   | 100.000  |
| Insgesamt                    | 2× Gold ·                                                              | 135.000  |

Hauptartikel: Kylie Minogue/Auszeichnungen für Musikverkäufe